# 朱迪思·贾米森

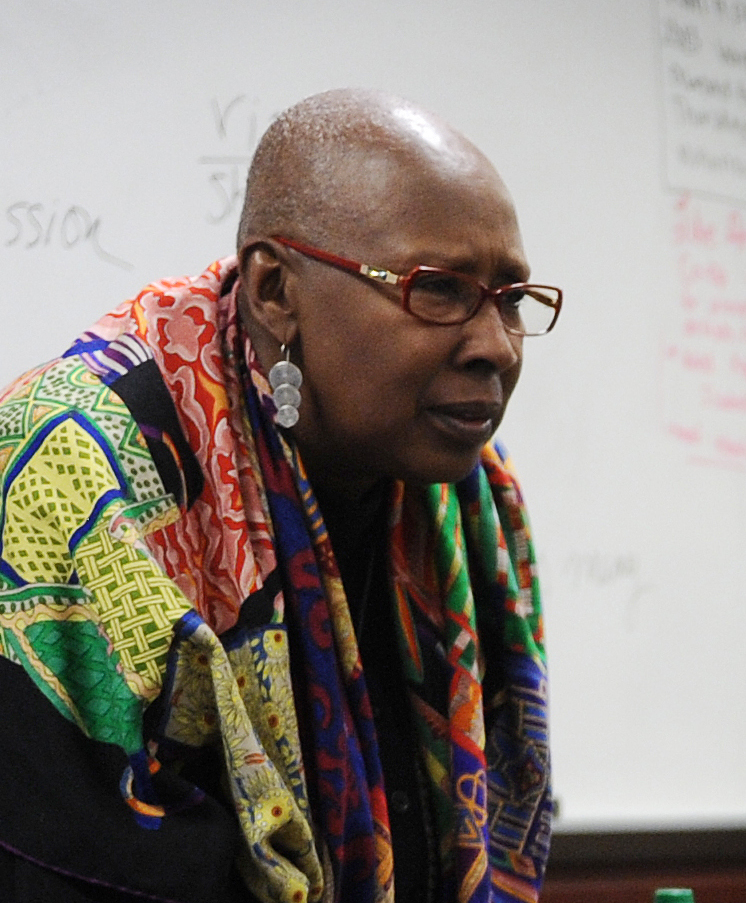
朱迪思·贾米森

朱迪思·安·贾米森(  1943年5月10日 - 2024年11月9日) 是美国舞蹈家和编舞家。她曾在费城舞蹈学院（现藝術大學）就讀。 贾米森曾多次前往欧洲巡演。 1999年，她获得肯尼迪中心荣誉奖，2001年获得国家艺术奖章。